# Samantha Jones
Samantha Jones er en fiktiv karakter fra tv-serien Sex and the City, der produceres af HBO. 
Karakteren medvirker også i de to ikoniske film Sex and the City (film) og Sex and the City 2, der er fortsætter af tv-serien. 
Samantha Jones er en sexglad kvinde, der arbejder indenfor PR. Rollen spilles af skuespillerinden Kim Cattrall, der for rollen har modtaget en Screen Actors Guild Award og en Golden Globe Award.
Samantha Jones bliver ramt i brystkræft i serien
1. ↑  Navnet er anført på svensk og stammer fra Wikidata hvor navnet endnu ikke findes på dansk.